# میکل ریکو
میکل ریکو (انگلیسی: Mikel Rico؛ زادهٔ ۴ نوامبر ۱۹۸۴) بازیکن فوتبال اهل اسپانیا است.
از باشگاه‌هایی که در آن بازی کرده‌است می‌توان به باشگاه فوتبال اوئسکا، باشگاه فوتبال اتلتیک بیلبائو، و باشگاه فوتبال گرانادا اشاره کرد.
وی همچنین در تیم ملی فوتبال باسک بازی کرده‌است.